# Didier Ya Konan
Didier Ya Konan (Abidjan, 25 de fevereiro de 1984) é um ex-futebolista marfinense que atuava como atacante.

## Carreira
Ya Konan representou o elenco da Seleção Marfinense de Futebol no Campeonato Africano das Nações de 2013.

## Títulos
Costa do Marfim
- Campeonato Africano das Nações: 2012 - 2º Lugar